# غلدار تختي (بهمئي غرمسيري الجنوبي)
غلدار تختي (بالفارسية: گدارتختی) هي قرية تقع في إيران في قسم بهمئي غرمسیري الجنوبي الريفي. يقدر عدد سكانها بـ 126 نسمة بحسب إحصاء 2016.